# Districte de Zavala
El districte de Zavala és un districte de la província d'Inhambane, a Moçambic. Té una superfície de 1.997 kilòmetres quadrats. En 2007 comptava amb una població de 139.616 habitants. Limita al nord amb els districtes de Panda i Inharrime, a l'est i sud amb l'oceà Índic i a l'oest amb el districte de Manjacaze de la província de Gaza.

## Divisió administrativa
El districte està dividit en dos postos administrativos (Quissico e Zandamela), compostos per les següents localitats:
- Posto Administrativo de Quissico:
  - Muane
  - Quissico
- Posto Administrativo de Zandamela:
  - Muculuva
  - Zandamela